# Killucan und Rathwire
Das Zwillingsdorf Killucan und Rathwire (irisch Cill Liúcainne – Ráth Ghuaire; deutsch: Kirche von Lucan und Erdwerk des Guaire) liegt im County Westmeath in der Republik Irland. 2022 hatten die Siedlungen gemeinsam 1574 Einwohner.

## Lage und Transport
Der Ort liegt circa 15 km östlich von Mullingar (und 60 km westlich von Dublin). Die  Regionalstraße R156 von Osten nach Mullingar führt durch das Dorf. Busse der staatlichen Busgesellschaft Bus Éireann halten mit den Linien 115C und 190 mehrmals täglich in Killucan.
Zwei Kilometer südlich befindet sich der Royal Canal. Dieser hat keine wirtschaftliche Bedeutung mehr. An seinem Ufer verläuft eine Grüne Route (Greenway) als Fernwander- und Radweg.
Neben dem Kanal verläuft die Bahnlinie von Dublins Connolly Station nach Sligo. Der Bahnhof wurde 1963 geschlossen. Es gibt aber Bemühungen, ihn wieder zu eröffnen. Wegen der bereits jetzt schon vollen Züge auf der Strecke sieht die irische Bahngesellschaft Iarnród Éireann aber in nächster Zeit keine Möglichkeit dazu.

## Einwohnerentwicklung
Die Bevölkerungsanzahl hat sich in den letzten 30 Jahren nahezu vervierfacht:
| 1991 | 1996 | 2002 | 2006 | 2011 | 2016 | 2022 |
| ---- | ---- | ---- | ---- | ---- | ---- | ---- |
| 366  | 357  | 575  | 812  | 1226 | 1370 | 1574 |

## Sehenswürdigkeiten
- In Rathwire steht eine nach der anglonormannischen Eroberung von Irland durch Hugh de Lacy errichtete Motte.[5]
- St. Etchan’s Church in Killucan

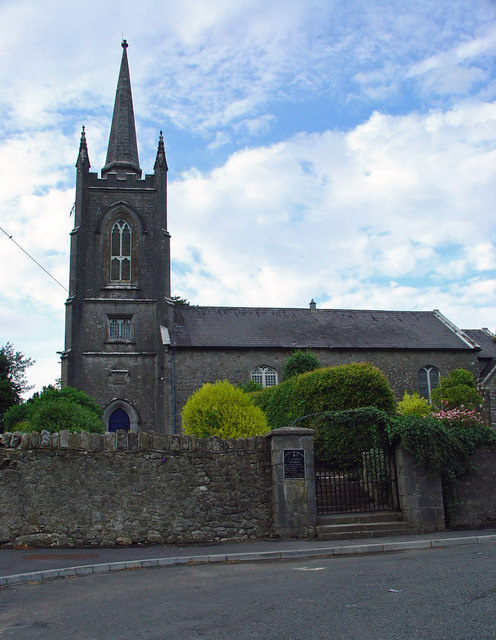
St. Etchan’s Church